# 영 벅

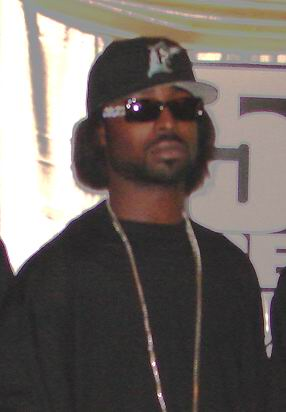
영 벅

영 벅 (Young Buck, 본명: David Brown, 1981년 3월 15일 ~ )은 전 G-Unit의 멤버이자, 랩퍼이다.
12살 때부터 뉴욕에서 랩을 했고,어린나이에 랩배틀을 해서 여러번 이긴 저도 있다.영벅은 여러 레코드를 돌아다니면서 자신을 데뷔시켜줄 레코드를 찾고 있었는데,그때 50 Cent의 조언으로 2003년 G-Unit에 영입되었다. 첫 데뷔는 50 Cent의 앨범 'Get Rich or Die Tryin'에서 "Blood Hound"라는 트랙에서 참여,그후로 2004년 자신의 정규앨범을 내고,다른 앨범에 참여하며 인지도를 높여갔다.
그는 더 좋은 음악성을 찾는다면서 G-Unit(Crew)을 탈퇴했다. 그러나 아직 G-Unit Record 에서는 탈퇴하지 않았으며 ,이번 G-Unit앨범 'I like the way she do it'에 참여했다.